# Bazilika u Zmijavcima
Ostaci starokršćanske bazilike nalaze se u podnožju gradine Dikovača, na nalazištu Bublin u Crkvini, u Zmijavcima.
Bazilika je, zajedno s krstionicama i grobnicama, bila sagrađena krajem 5. i početkom 6. stoljeća, a možda i kasnije. Crkva je nastala u jednom graditeljskom zahvatu, a trajala je najvjerojatnije do u 7. stoljeće.
Trobrodnog je tlocrta s dvije apside na istoku od kojih je jedna istaknuta, te s trodijelnim narteksom na zapadu. Bazilika ima dva zdenca. U sjevernom brodu bazilike, neposredno uz zapadni zid, nalazi se manji okrugli krsni zdenac, za koji se pretpostavlja da je mlađi te da se koristio za krštenje škropljenjem. Drugi zdenac, sjeverno od bazilike nalazi se  baptisterij bazilikalne forme (oblik križa) i koristio se za krštenja uronjavanjem. Pod baptisterijem je pravokutna čekaonica sa zidanim klupama uz sjeverni i južni zid. U čekaonici je otkrivena grobnica na svod. 
Prema dekoraciji na ulomcima pronađene plastike može se zaključiti to da je crkva bila bogato ukrašena kamenom skulpturom koja je vrlo slična tzv. bosansko-hercegovačkoj plastici kršćanske tematike kasnoantičkog doba. Crkva se može uvrstiti u niz crkava kakve su nastale u unutrašnjosti rimske provincije Dalmacije, no ona ukazuje i na velik utjecaj priobalja.
Crkva je očito bila namijenjena za svakodnevnu liturgiju, dok grobovi upućuju i na njezin sepulkralni karakter.
Nalazište je u dobrom stanju.

## Arheološka istraživanja
Izvršena su revizijska arheološka istraživanja i konzervacija. Istraživanja su se provodila u dva navrta. Prvi puta je istraživao fra Ivan Tonković (1897.), a drugi put u nekoliko godišnjih kampanja (1981.-1992.) istraživanja su zajednički proveli Arheološki muzej u Splitu i Narodno sveučilište u Imotskom, pod vodstvom Nenada Cambija i Snježane Tonković. Između prvih i drugih istraživanja slučajno su otkriveni brojni nalazi koji se čuvaju u Franjevačkom samostanu u Imotskom. Zaštitu i prezentaciju lokaliteta vodio je Regionalni zavod za zaštitu spomenika kulture u Splitu, pod vodstvom arhitektice Anite Gamulin.

## Zaštita
Pod oznakom Z-3997 zavedena je pod vrstom "arheologija", pravna statusa zaštićena kulturnog dobra, klasificirano kao "kopnena arheološka zona/nalazište".